# Bidessus longistriga
Bidessus longistriga är en skalbaggsart som beskrevs av Régimbart 1895. Bidessus longistriga ingår i släktet Bidessus och familjen dykare. Inga underarter finns listade i Catalogue of Life.